# Royal Earl House
Royal Earl House (9 september 1814 – 25 februari 1895) was een Amerikaans ingenieur en uitvinder van de allereerste elektrische schrijvende telegraaf (later bekend als de telex).

## Biografie
House bracht zijn jeugd door in Vermont met experimenteren, opwerpen en knutselen – een gewoonte die hem later als volwassene veel aanzien zou verschaffen. Eens ving hij een pad, vilde het, plaatste een stel veren onder het vel en liet het mechanisch op en neer springen. Rond 1840 ging hij naar Buffalo (New York), waar hij bij familie inwoonde terwijl hij in de stad een rechtenschool bezocht. Echter nadat hij een boek over elektriciteit had gelezen werd hij er zo door geïnspireerd dat hij zijn studie rechten afbrak en de wetenschap van de elektriciteit begon te bestuderen.
In 1846 werd in de Verenigde Staten de Morsetelegraaf operationeel tussen Washington D.C. en New York. Nog datzelfde jaar patenteerde House zijn schrijvende telegraaf, een apparaat dat eruitzag als een kruising tussen een grammofoon en een piano. Op de houten kast bevond zich een ingewikkeld mechanisme dat verbonden was met een klavier met 28-toetsen waarvan op elke toets was aangegeven welke letter erbij hoorde. Een 'shift'-toets gaf elke toets twee waardes. Als op de zendende zijde een toets werd ingedrukt, werd met behulp van een afdrukwiel met 56 karakters de corresponderende letter afgedrukt op een vel papier. Gelijktijdig drukte aan de ontvangende zijde eenzelfde afdrukwiel gesynchroniseerd hetzelfde karakter af.
House' uitvinding werd voor het eerst gebruikt en tentoongesteld bij het Mechanics' Institute. Zijn telex kon rond de veertig woorden per minuut versturen, maar was – vanwege de complexe constructie – zeer moeilijk in massa te produceren. Desondanks was rond 1855 een uitgebreid netwerk van telegrafielijnen voorzien van zijn telexapparatuur, aangelegd van Boston naar New York en Washington en westwaarts naar Cleveland en Cincinnati, Ohio.
In 1886 en 1887 probeerde de Morse Telegraph Company op juridisch wijze de productie van de telex door de Royal E. House Company te beëindigen op grond van inbreuk op de Morse' patenten. Samuel Morse claimde namelijk het alleenrecht op op het telegrafisch verzenden van berichten met de Morsecode. De rechtbank besliste dat de House Company geen inbreuk had gepleegd op het octrooi van Morse omdat de berichten direct op papier werden afgedrukt, zonder gebruik te maken van de Morsecode. Later zouden de bedrijven van House en Morse fuseren tot de Great Western Telegraph Company.